# Велики ратник Скендербег (филм)
Велики ратник Скендербег (алб. Skenderbeu, рус. Великий воин Албании Скандербег) је албанско-совјетска филмска драма из 1953. године којег је режирао Сергеј Јуткевич. Био је у програму Канског филмског фестивала 1954.

## Улоге
| Глумац                | Улога                     |
| --------------------- | ------------------------- |
| Акакије Хорава        | Ђурађ Кастриот Скендербег |
| Беса Имами            | Доника                    |
| Адивие Алибали        | Мамика                    |
| Семјон Соколовски     | Хамза                     |
| Георгије Черноволенко | Мараш                     |
| Олег Жаков            |                           |
| Александр Вертински   | Венецијански дужд         |
| Владимир Белокуров    |                           |
| Борис Тенин           |                           |

## Spoljašnje veze
- Velikiy Vojin Albanii Skanderbeg на веб-сајту  (језик: енглески)